# David Silva
David Josué Jiménez Silva (* 8. ledna 1986, Arguineguín) je bývalý španělský profesionální fotbalista, který hrával na pozici ofensivního záložníka. Svoji hráčskou kariéru zakončil v létě 2023 ve španělském týmu Real Sociedad, kam přestoupil po 10 letech strávených v Manchesteru City. Mezi roky 2010 až 2020 zaznamenal čtyři mistrovské tituly v anglické lize Premier League právě ve dresu Manchesteru City, k nimž přidal také dvojí výhru FA Cupu a pět trofejí z EFL Cupu.
Za reprezentaci Španělska odehrál mezi roky 2006 až 2018 celkem 125 utkání a během nich vstřelil 35 gólů. Třikrát se zúčastnil Mistrovství Evropy (2008, 2012, 2016) a třikrát Mistrovství světa (2010, 2014, 2018). Zlaté medaile získali Španělé na světovém turnaji v roce 2010 a na Euru 2008 a Euru 2012.
Dne 27. července 2023 oznámil konec kariéry ze zdravotních důvodů.

## Klubová kariéra

### Valencia
Ve 14 letech se přestěhoval do města Valencie, aby se ve zdejším slavném klubu fotbalově zlepšoval a kam zamířil namísto Realu Madrid, kterým byla jeho rodina zkontaktována o několik let dříve. Zatímco v sezóně 2003/04 odehrál v B-týmu 14 zápasů, A-týmu se podařilo vyhrát španělskou La Ligu a Pohár UEFA.
V sezóně 2004/05 byl vyslán hostovat do Eibaru, kde v mužstvu vyznávající silový fotbal technicky vyčníval. Před zraky domácích diváků na stadionu Ipurua debutoval 16. září a tento vítězný zápas (1:0 nad Córdobou) odehrál celý. Ve druhé lize nastoupil k 35 zápasům a pomohl Eibaru ke čtvrtému místu, jejich nejvyššímu umístění.
Tehdejší trenér José Luis Mendilibar jej označil za nejlepšího hráče, kterého kdy trénoval.
Bez Silvy již Eibar další rok sestoupil do třetí ligy.
V další sezóně měl hostovat v Getafe, které ovšem o jeho služby nestálo, a tak se stal součástí mužstva prvoligové Celty Vigo. Galicijskému mužstvu pomohl k šestému místu v ligové tabulce zaručující účast v Poháru UEFA.

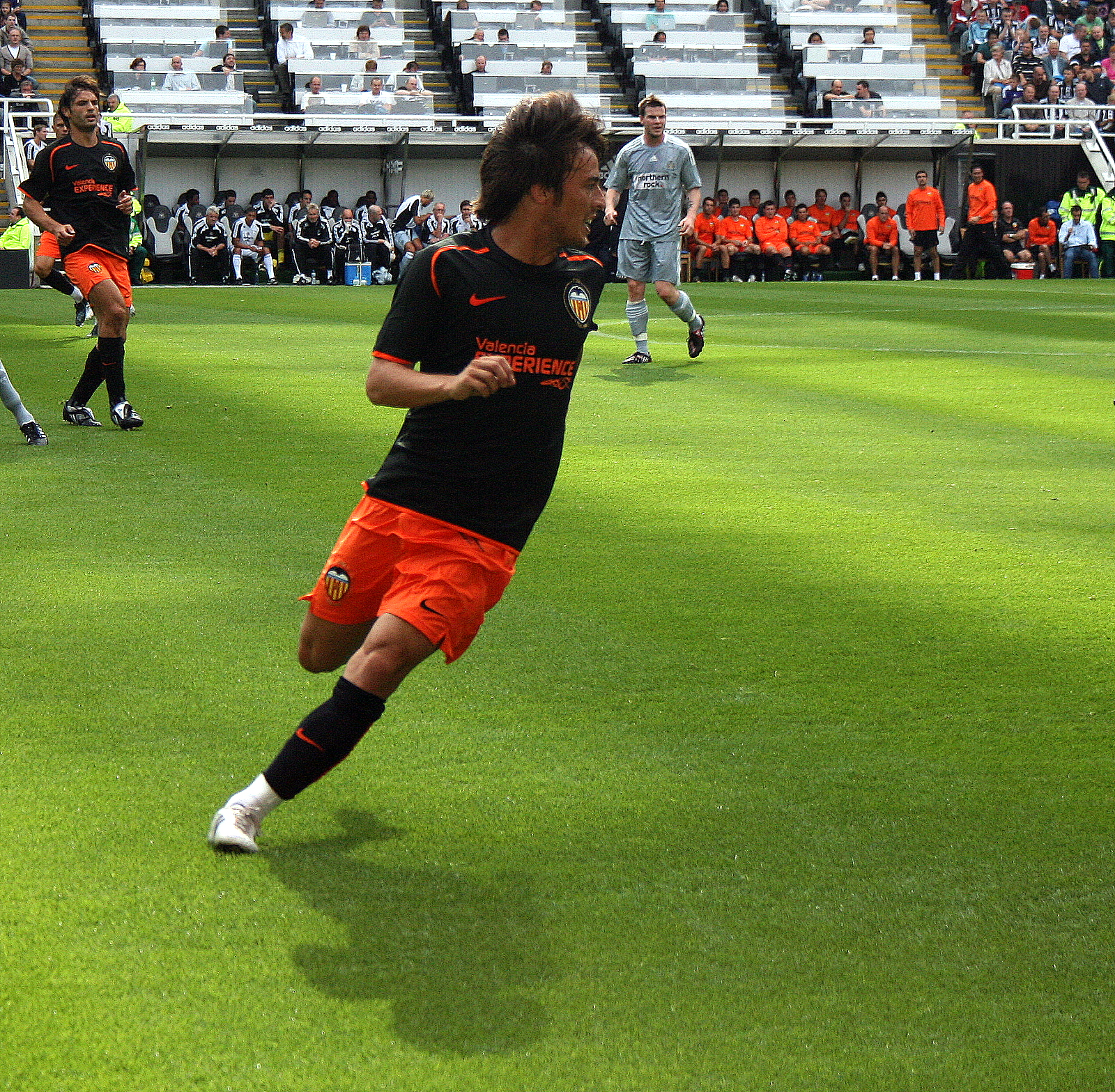
David Silva v zápase proti Newcastle United (srpen 2008)

Trenér Valencie Quique Sánchez Flores z něj učinil člena základní sestavy, ve které utvořil útočnou vozbu s hráči jako David Villa, Joaquín nebo Vicente. Odehrál celkově 48 zápasů v různých soutěžích. Valencia skončila na čtvrtém místě.
Ve čtvrtfinálovém zápase 4. dubna 2007 na hřišti Chelsea otevřel skóre „senzačním“ gólem, domácí se posléze vzmohli na srovnání. Roku 2020 se tento gól dočkal uznání ze strany magazínu France Football, jehož redaktoři jej zahrnuli do padesátky nejlepších gólů v rámci Ligy mistrů. Silvova trefa obsadila 42. příčku. Semifinálové účasti zamezila domácí porážka 1:2 v odvetě. Flores obvykle Silvu využíval ve středu pole jako ofenzivního záložníka nebo jako levé křídlo, ale zkoušel jej i na křídle pravém. V další sezóně Valencia paběrkovala a skončila desátá, prostřídala navíc tři trenéry. Ten třetí, Ronald Koeman, dovedl tým 16. dubna 2008 k výhře v domácím poháru Copa del Rey. To vyhrála Valencia 3:1 nad Getafe a zásluhu na tom měl právě Silva, jehož centr zprvu našel Juana Matu, který se prosadil přesnou hlavičkou, a posléze z jím rozehraného rohového kopu nacentroval na další gól Alexise Ruana.
Spekulace ohledně přestupu do Anglie utnul 13. srpna 2008 podpisem nové pětileté smlouvy s vyšším platem.

### Manchester City

#### Sezóna 2010/11

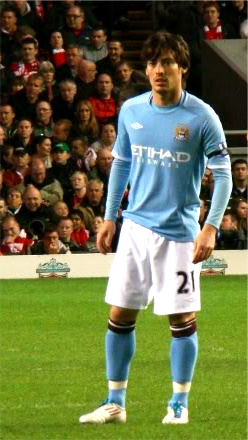
David Silva (duben 2011)

30. června 2010 oznámil příchod Davida Silvy anglický klub Manchester City, který se s hráčem dohodl na čtyřleté smlouvě. Valencia za něho inkasovala částku 25 milionů liber. K anglickému mužstvu se připojil po vítězném světovém šampionátu v jižní Africe a v kabině trenéra Roberta Manciniho narazil na další akvizice bohatého klubu – mezi nimi Aleksandar Kolarov, Jérôme Boateng nebo Yaya Touré.
Debutový ligový zápas Premier League odehrál 14. srpna. To Manchester City na hřišti Tottenhamu bez gólu remizoval. Poprvé skóroval 16. září v zápase skupiny Evropské ligy UEFA při výhře 2:0 venku nad RB Salzburg. V Premier League poprvé skóroval při venkovní výhře 3:2 na hřišti Blackpoolu, ačkoliv nezačínal v základní sestavě. Mancini jej vyslal na hřiště po 66 minutách a Silva nejprve přihrával útočníkovi Carlosi Tévezovi a v závěru navýšil vedení. Proti Lechu Poznań 21. října ve třetím zápase skupiny asistoval při výhře 3:1 u dvou ze tří gólů svého kolegy, útočníka Emmanuela Adebayora. Tím jak se v novém působišti prezentoval nadchlo fanoušky City, kteří jej na podzim v hlasování třikrát zvolili nejlepším klubovým hráčem měsíce – od října do prosince.
Domácí duel s Wiganem dopadl 5. března 2011 výhrou 1:0 a vítězný gól vstřelil zrovna Silva. Na stadionu Wembley odehrál 14. května finálový zápas Poháru FA (FA Cup) proti Stoke City. Vítězstvím 1:0 ukončili Citizens čekání na trofej trvající od roku 1976. Výhrou nad Boltonem 22. května v posledním kole Premier League vybojovali nejlepší ligové umístění od roku 1977 – třetí místo – a zaručili si účast v další sezóně Ligy mistrů UEFA.

#### Sezóna 2011/12

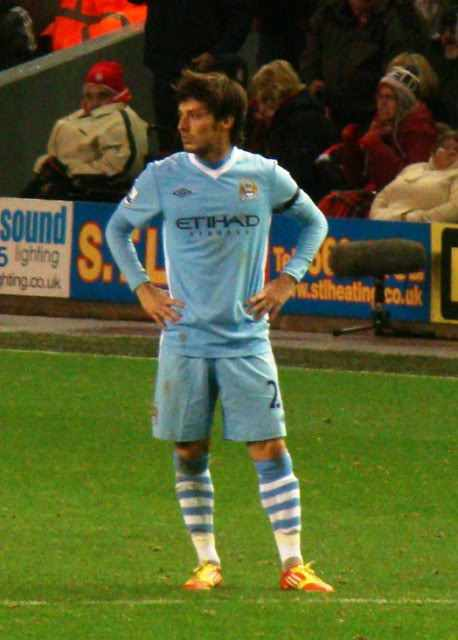
David Silva před zápasem proti Liverpoolu (2011)

V úvodním zápase ligové sezóny vstřelil třetí gól svého týmu, který 15. srpna 2011 vyhrál 4:0 nad Swansea. Otevřel skóre i v zápase 2. kola proti Boltonu, Manchester City znovu vyhrál a v tomto případě po výsledku 3:2. Hattrick Sergia Agüera pomohl 10. září k výhře 3:0 nad Wiganem, čtvrté výhře v lize po čtyřech kolech. Silva Agüerovi připravil dva z jeho gólů. Později byl vyhlášen hráčem měsíce září a navázal na spoluhráče Edina Džeka, který byl pro změnu oceněn za měsíc srpen. Na Old Trafford se 23. října zrodil výsledek 6:1 pro hosty. Manchester City pokořili svého městského rivala a ligového konkurenta Manchester United výsledkem 6:1. Silvovy přihrávky byly zužitkovány jeho ofenzivními spoluhráči a vedly k několika gólům, on sám vstřelil pátý gól Citizens na 5:1 a vzápětí pomohl „z první“ dalekosáhlou nahrávkou šestému gólu Džeka. Adam Hart z Bleacher Report poznamenal, že byl „o dva kroky napřed před kýmkoliv z hráčů United“. V říjnu v rozhovoru se španělskou radiovou stanicí prozradil odmítnutí velkoklubů Realu Madrid i Barcelony, aby mohl podepsat v Manchesteru.
Vstřelil druhý ze tří gólů a svůj čtvrtý v sezóně při venkovní výhře 3:2 na hřišti Queens Park Rangers 5. listopadu. Později se tým musel vyrovnat s porážkou 1:2 na půdě Chelsea v rámci 15. kola, která přerušila ligovou neporazitelnost Citizens. Ti na předchozí neúspěch zareagovali výhrou 1:0 nad Arsenalem 18. prosince, vítězný gól dal Silva. Dva dny po druhé porážce v sezóně v lize se Sunderlandem táhl tým 3. ledna 2012 za výhrou 3:0 nad Liverpoolem, během níž asistoval u prvních gólů Agüera a Yayi Tourého.
Dvě kola před koncem si Silva zahrál v dalším manchesterském derby, které mohlo Citizens v případě výhry posunout do čela tabulky s lepší gólovou bilancí vůči United. Média zápas označovala za největší v historii Premier League. Rozhodla hlavička Vincenta Kompanyho po Silvou zahraném rohovém kopu. V posledním kole 13. května na půdě londýnského Queens Park Rangers prohrávali Citizens v základní hrací době 1:2, ve druhé minutě nastavení však srovnal Džeko, který posléze asistoval vítěznému gólu Agüera na 3:2 v páté minutě nastavení. Manchester City se opět bodově dotáhl na městského rivala a díky lepší gólové bilanci získal mistrovský titul na jeho úkor a poprvé po 44 letech. Na zisku titulu se Španěl podílel 15 asistencemi a mimo to byl poprvé jmenován do nejlepší jedenáctky Premier League společně se třemi spoluhráči.

#### Sezóna 2012/13
Novou smlouvu zavazující ho v klubu do roku 2017 podepsal 17. září 2012. Souboj mezi do té doby neporaženými týmy Manchesteru City a Arsenalu 23. září skončil remízou 1:1 a Silva v něm z rohového kopu dopomohl gólu Joleona Lescotta hlavou. Neporazitelnost v prostředí anglické ligy byla v ohrožení při klání s Tottenhamem 11. listopadu, na jehož půdě Silva se spoluhráči nejprve prohrával. Otočit nepříznivý výsledek ve výsledek vítězný pomohl asistencí na Džekův gól na 2:1 v 88. minutě.
11. května 2013 si zahrál si finále FA Cupu proti Wiganu v lize ohroženému sestupem. Manchester City platil za favorita, tím spíše, že šlo o druhé finále FA Cupu během tří let. Wigan se ale vymanil z role outsidera a v zápase zvítězil, což o práci připravilo trenéra Manciniho. Oproti předešlé sezóně byla situace opačnou; City na druhém místě počítalo výraznou bodovou ztrátu na mistrovské United.

#### Sezóna 2015/16
Citizens zahájili sezónu 2015/16 ligovým kláním proti West Bromwich Albion a toto mužstvo přehráli 3:0. Trenér Manuel Pellegrini označil hráčův výkon za „neuvěřitelný“,
Silva si totiž na své konto připsal první gól tohoto klání a k tomu přidal asistenci na třetí gól.
Proti Chelsea 16. srpna se Silvou zahraný balón z rohového kopu dostal na hlavu stopera Vincenta Kompanyho, který přesně zacílil a pomohl výhře City 3:0. Rovněž v tomto zápase měl Silva k dispozici v útoku dovedné spoluhráče jako byli Yaya Touré, Sergio Agüero a nová posila Raheem Sterling.
Klíčovým hráčem byl proti Evertonu, kde Citizens zvítězili 2:0.
Asistenci si připsal též ve 4. kole s Watfordem, Citizens zvítězili 2:0, Silva přihrával na druhý gól Fernandinha.
Mužstvo nasbíralo čtyři výhry ve čtyřech srpnových zápasech Premier League, navíc bez obdržené branky, a Silva od svého klubu obdržel ocenění hráče měsíce srpna.
Zranění na reprezentačním srazu jej připravilo o podzimní zápasy, kterých bylo nakonec devět. Vrátil se do utkání se Southamptonem 29. listopadu, a to na posledních 15 minut.
Silva otevřel skóre utkání Ligy mistrů proti Mönchengladbachu na závěr skupinové fáze, hosté však do poločasu otočili výsledek na 1:2. Tři góly Citizens ve druhé půli ale zařídili výhru 4:2 a postup do osmifinále z prvního místa.
Proti Crystal Palace 16. ledna 2016 asistoval u prvního gólu svého mužstva, jehož autorem byl Fabian Delph. Sám pak vstřelil závěrečný gól na 4:0.
Mezi koncem února a začátkem března pomohl postoupit přes Dynamo Kyjev v rámci osmifinále Ligy mistrů. Venku v Kyjevě se gólově podílel na výhře 3:1, doma pak City uhráli postačující remízu 0:0.

#### Sezóna 2016/17
Na konci května 2017 byl příznivci klubu zvolen nejlepším hráčem City v sezóně.

#### Sezóna 2017/18
Silva zahájil sezónu 2017/18 povedenými výkony a během prvních 14 zápasů zaznamenal 8 asistencí, což v té době napříč pěti nejvýznamnějšími ligami Evropy měl na kontě pouze útočník Celty Vigo Pione Sisto.
Na konci listopadu prodloužil smlouvu do konce června roku 2020.
Nastoupil v základní sestavě venkovního derby proti Manchesteru United 10. prosince 2017 a byl to on, kdo otevřel skóre utkání. V 54. minutě za stavu 1:1 rozehrál přímý kop, balón doputoval k obránci Nicolási Otamendimu, který dal vítězný gól na 2:1 na půdě United.
Oba patřili mezi hvězdné hráče svého mužstva.
Dne 20. ledna 2018 si Manchester City poradil s Newcastlem, mezitím se Silva zapsal do historie anglického fotbalu hraného počínaje rokem 1888. Podle Billa Edgara z novin The Times vyhrál svůj 23. soutěžní zápas v řadě, což se nikdy fotbalistovi v Anglii nepodařilo. Ve finále ligového poháru (EFL Cup) hraném 25. února 2018 proti Arsenalu vstřelil třetí gól Citizens, což byl zároveň třetí a poslední gól utkání.
V závěru sezóny patřil mezi jména nominovaná na ocenění pro nejlepšího fotbalistu ligy podle PFA. Během 39 zápasů si připsal 10 gólů a dalších 14 asistencí.

#### Sezóna 2018/19
V průběhu zápasu proti Huddersfieldu se při výhře 6:1 gólově prosadil z přímého kopu při svém 250. zápase v Premier League. Doma proti Fulhamu 15. září 2018 vstřelil gól a pomohl k ligové výhře 3:0 prodloužíce sérii bez porážky. Byl to jeho 50. gól v Premier League a této mety dosáhl jako historicky pátý hráč Manchesteru City (před ním to byli Agüero, Touré, Tévez a Džeko).
Proti Fulhamu odehrál mimo jiné své 350. utkání ve dresu klubu z Manchesteru.
Zápas proti Wolverhamptonu (výhra 3:0) 14. ledna 2019 z něho učinil rekordmana v počtu zápasů v anglické lize v éře Premier League – odehrál 267 zápasů. O primát přišel jeho dřívější spoluhráč, brankář Joe Hart.
Ve 29. ligovém kole hraném 2. března asistoval proti Bournemouthu na jediný gól utkání, který vsítil jeho spoluhráč Rijád Mahriz. Citizens se opět přiblížili mistrovskému titulu. Sám Silva dorovnal Davida Beckhama v počtu gólových asistencí v Premier League, kterých měl nyní nově 80.
Po odchodu Vincenta Kompanyho byl v srpnu 2019 zvolen novým kapitánem mužstva.

#### Sezóna 2019/20
Silvovo působení v Manchesteru City skončilo ve 38. kole anglické ligy 26. července 2020 v utkání proti Norwich City. Manchesterské mužstvo vyhrálo 5:0 a Silva – tento zápas s kapitánskou páskou – byl v závěru zápasu vystřídán.
Dočkal se potlesku spoluhráčů, protihráčů a dalších, avšak chyběl potlesk domácích diváků, kteří kvůli pandemii covidu-19 nebyli na stadionu přítomni.
Posledním zápasem se mu stal čtvrtfinálový střet v dohrávané Lize mistrů proti Lyonu, ve kterém Citizens neuspěli a byli po porážce 1:3 vyřazeni. Silva nebyl v základní sestavě a trenér Guardiola jej poslal na hřiště až v 84. minutě.
V souhrnu si David Silva zahrál 70 zápasů Ligy mistrů ve dresu tohoto manchesterského klubu, více než kterýkoliv jiný hráč Citizens v historii.
Předseda klubu Khaldún Al Mubarak v srpnu 2020 oznámil plán postavit Davidu Silvovi sochu před stadionem Etihad.

### Real Sociedad
Po konci v Anglii se jako volný hráč v srpnu 2020 upsal španělskému baskickému klubu Real Sociedad, a to na dva roky. O dva týdny později u něj byla potvrzena nákaza nemocí covid-19, kvůli níž si odbyl svůj premiérový start v novém dresu až 20. září v ligovém utkání proti Realu Madrid.
Silva si v červenci 2023 na tréninku San Sebastianu přetrhl přední zkřížený vaz v levém koleni a po lékařském vyšetření se rozhodl 27. července 2023 ukončit svoji hráčskou kariéru.

## Reprezentační kariéra

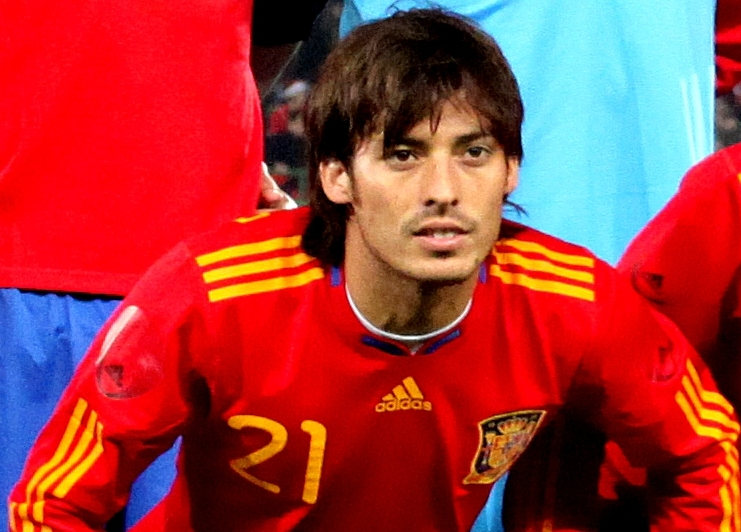
David Silva za španělskou reprezentaci

Zúčastnil se Mistrovství světa hráčů do 17 let 2003 ve Finsku, kde mladí Španělé podlehli ve finále Brazílii 0:1.
V A-mužstvu Španělska přezdívaném La Furia Roja debutoval 15. 11. 2006 v Cádizu v přátelském zápase proti reprezentaci Rumunska (prohra 0:1).
Se španělskou reprezentací vyhrál dvakrát Mistrovství Evropy (2008 a 2012) a jednou Mistrovství světa (2010).
Měl možnost se účastnit Letních olympijských her v Londýně, po Euru však dal přednost odpočinku a řádné předsezónní přípravě.
Trenér Vicente del Bosque jej vzal na Mistrovství světa 2014 v Brazílii, kde Španělé jakožto obhájci titulu vypadli po dvou porážkách a jedné výhře již v základní skupině B.

Vicente del Bosque jej nominoval i na EURO 2016 ve Francii, kde byli Španělé vyřazeni v osmifinále Itálií po porážce 0:2.

### Mistrovství světa 2018
Přestože národní mužstvo po roce 2012 nenaplnilo svá vysoká očekávání, nadále patřilo mezi turnajové favority. Po boku Andrése Iniesty a případně též Isca měl Silva svoji tradiční tvůrčí roli. Bylo to pyrenejské derby s Portugalskem, které Španělsko 15. června v prvním zápase skupiny absolvovalo, po výsledku 3:3 si však obě mužstva odnesla bod. O pět dní později si sice připsalo výhru 1:0 nad Íránem, ale byly to „vydřené“ body. Silva se dostal do několika slibných šancí, neproměnil je však a mužstvo vyhrálo po jediném gólu Diega Costy. Po remíze 2:2 s Marokem zásluhou kontroverzního pozdního gólu Iaga Aspase zamířilo Španělsko z první pozice do playoff. Prozatímní trenér Fernando Hierro jej postavil – stejně jako v předchozích zápasech – do základní sestavy proti domácímu Rusku, pořadateli. Španělsko bylo Ruskem prvního červencového dne vyřazeno v penaltovém rozstřelu. Silvu v jeho posledním reprezentačním zápase vystřídal po 67 minutech Iniesta v nejranějším Hierrově střídání na turnaji. Španělský sportovní deník Marca později označil Silvu a i Iniestu za „viníky“ předčasného konce.
V polovině srpna oznámil konec své reprezentační kariéry.

## Osobní život
Jeho rodiči jsou Fernando a Eva Silvovi. Matka Eva je japonského původu. Jeho idolem byl záložník Juan Carlos Valerón, v minulosti spoluhráč jeho otce Fernanda, rovněž pocházející z ostrova Gran Canaria.
Má syna Matea, který po svém narození v prosinci 2017 strávil prvních pět měsíců v nemocnici, neboť se narodil předčasně.

## Úspěchy

### Klubové
Valencia
- 1× vítěz poháru Copa del Rey – 2007/08

Manchester City
- 4× vítěz Premier League – 2011/12, 2013/14, 2017/18, 2018/19
- 2× vítěz poháru FA Cup – 2010/11, 2018/19
- 5× vítěz ligového poháru EFL Cup – 2013/14, 2015/16, 2017/18, 2018/19, 2019/20
- 3× vítěz superpoháru FA Community Shield – 2012, 2018, 2019

Real Sociedad
- 1× vítěz poháru Copa del Rey – 2019/20

### Reprezentační
Španělská reprezentace U19
- 1× vítěz mistrovství Evropy U19 – 2004

Španělská reprezentace
- 1× vítěz mistrovství světa – 2010
- 2× vítěz mistrovství Evropy – 2008, 2012

### Individuální
- Tým roku Premier League podle PFA – 2011/12,[37] 2017/18,[89] 2019/20[90]
- Hráč měsíce Premier League – září 2011[27]
- Klubový hráč měsíce Manchesteru City – říjen 2011, listopad 2011, prosinec 2011[20]
- Klubový hráč roku Manchesteru City – 2016/17[91]
- Nejlepší jedenáctka podle ESM – 2017/18[92]
- Trofej Pedra Zabally – 2005[93]
- Bronzový míč FIFA mistrovství světa hráčů do 17 let – 2003[94]
- Nejlepší tým turnaje UEFA EURO – 2012[95]